# Casa Falgueres
La Casa Falgueres és un edifici a la ciutat de Figueres al centre de la ciutat, al costat de la Rambla de Figueres. És un edifici entre mitgeres de planta baixa, dos pisos i altell. La façana està solucionada en dos registres. La inferior, amb encoixinat, ordenat per tres grans portals d'arc rebaixat amb dovelles centrals sobresortides i ornamentades (una d'elles amb l'any 1875 corresponent a la inauguració de l'edifici) que comprenen els dos locals comercials i la porta d'accés als habitatges. Aquest primer registre comprèn l'altell amb tres balcons. El registre superior el conformen els dos pisos, amb tres balcons per pis, i es culmina amb cornisa de fris de tríglifs i mètopes. La coberta és a doble vessant.